# کالج بازرگانی داکا
کالج بازرگانی داکا (بنگالی: ঢাকা কমার্স কলেজ) یک کالج سطح کارشناسی ارشد در میرپور، داکا، بنگلادش است. این کالج که در سال ۱۹۸۹ تأسیس شد، اولین کالج در شهر داکا بود که در مطالعات تجاری تخصص داشت. دانشجویان به دو زبان بنگلا و انگلیسی آموزش می‌بینند. مؤسس اصلی این کالج پروفسور کازی نورالاسلام فاروکی است. این کالج با نام DCC نیز شناخته می‌شود. کالج بازرگانی داکا به عنوان بهترین کالج خصوصی در بنگلادش در سال ۲۰۱۹ شناخته شد.
در این کالج از سطح HSC تا مقطع فوق لیسانس تحصیل می‌کنند. دوازده بخش در دانشکده وجود دارد. ارائه دوره شامل دوره متوسطه عالی و طیف گسترده‌ای از دوره‌های تحصیلات تکمیلی در رشته‌های حسابداری، اقتصاد، انگلیسی، مالی، مدیریت، بازاریابی، آمار و بنگلاست. همچنین دوره‌های BBA و CSE به کالج اضافه شده‌است. در جلسه ۲۰۱۹–۲۰۲۰، کالج بازرگانی داکا یک دوره متوسطه عالی در رشته علوم را آغاز کرد.